# Ik ben Joep Meloen
Ik ben Joep Meloen is een Nederlandse film uit 1981, geregisseerd door Guus Verstraete jr.

## Verhaal
Joep Meloen (André van Duin) is een pianostemmer/componist die niet zo'n succes heeft met de verkoop van zijn werk. Zijn geliefde vertelt hem dat zij van plan is met een ander te gaan trouwen. Vlak daarna krijgt hij per post een brief van de muziekuitgeverij. Hierin laat directeur Peters weten dat Joeps compositie het slechtste is dat hij ooit gehoord heeft. Vanaf dat moment ziet Joep het allemaal niet meer zitten en denkt hij aan zelfmoord. Hij durft zichzelf dit echter niet aan te doen. In het café maakt hij kennis met gangster Willie die hem voor 10.000 gulden van het leven wil beroven. Alsnog springt Joep diezelfde nacht zelf in de gracht. Op datzelfde moment springt Dorien (Corrie van Gorp) ook in de gracht. Ze heeft, net als Joep, geen succes in haar werk en in de liefde. Hans Hoopman (Frans van Dusschoten) die in allerlei zaakjes zit, ziet iets in de twee en regelt dat Joep en Dorien mee mogen doen met het Nationale Songfestival. Echter gaan op dat festival en in de aanloop daarnaartoe van alles mis omdat de ex van Dorien (Peter Tuinman) en Willie achter hen aan zitten om Joep te vermoorden. Tot overmaat van ramp zit Joeps hospita ook achter hem aan omdat ze denkt dat hij met haar wil trouwen. Uiteindelijk vluchten Joep en Dorien weg van alles en iedereen om in Amerika een nieuw leven op te bouwen.

## Rolverdeling
| Acteur                   | Personage                       |
| ------------------------ | ------------------------------- |
| André van Duin           | Joep Meloen                     |
| Corrie van Gorp          | Dorien de Groot                 |
| Frans van Dusschoten     | Hans Hoopman                    |
| Peter Tuinman            | Leo, ex van Dorien              |
| André van den Heuvel     | Willie                          |
| Doris Van Caneghem       | Mevrouw V.d. Ploeg              |
| Will van Selst           | Producer Fred Vogels            |
| Jan Moonen               | Camiel                          |
| Inger van Heijst         | May                             |
| Ben Hulsman              | Cafébaas                        |
| Manfred de Graaf         | Kurt                            |
| Marlous Fluitsma         | Anne                            |
| Lou Steenbergen          | Man aan bar                     |
| Carola Gijsbers van Wijk | Vrouw aan bar                   |
| Alexander Doré           | Dronken man                     |
| Hans Leendertse          | Voorbijganger                   |
| Marijke Merckens         | Presentatrice                   |
| Jan Winter               | Agent                           |
| Maarten Spanjer          | Glazenwasser                    |
| Paul van Gorcum          | Pastoor                         |
| Jérôme Reehuis           | Muziekuitgever                  |
| Brûni Heinke             | Secretaresse van muziekuitgever |
| Paulette Smit            | Secretaresse                    |
| Kees ter Bruggen         | Verpleegster                    |
| Maroesja Lacunes         | Verpleegster                    |
| Guikje Roethof           | Verpleegster                    |

## Trivia
- Dit is de eerste keer dat André van Duin de hoofdrol speelt in een speelfilm.
- Tijdens montage bleek dat de film te kort was en daarom moest er na afloop van de draaiperiode nog scènes worden bijgedraaid. Dit zijn o.a. de scène in het ziekenhuis met de man geheel in gips (waar dient deze hendel voor?), Joep met een voorbijganger por rom pom pom zingt en de scène in de muziekuitgeverij van meneer Peeters. Door de extra scènes moest een en ander worden omgegooid in de montage en zijn er continuïteitsfouten ontstaan.
- Willy geeft Joep een ultimatum voor het geld dat hij voor middernacht moet brengen, anders kost het hem zijn leven. Echter gaat hij 's avonds op bezoek bij Dorien en wordt hij in de volgende scène wakker in zijn eigen kamer. In de film is het dus de volgende dag. Willy blijft het echter over middernacht hebben. Ook in de scènes waar de crew repeteert voor het Songfestival hebben ze het steeds over vanavond terwijl dit dus morgenavond moet zijn.
- De film is in 1982 uitgekomen op videoband (VHS, Betamax en Video 2000), maar nooit op dvd. De rechten van de film zijn sinds 2006 in bezit van Talpa.
- Bij de film hoort ook de gelijknamige titelsong “Ik ben Joep Meloen”. Dit was tevens Van Duins carnavalshit in hetzelfde jaar als dat de film uit kwam.
- Een jaar later (1982) speelt Van Duin opnieuw in een speelfilm genaamd De Boezemvriend. Enkele acteurs uit Joep Meloen spelen ook nu weer mee.
- Joep Meloen is het pseudoniem van de raaskallende Curaçaose advocaat Jan Burgers.
- Een jaar eerder in 1980 kwam er een dubbel-lp van Sinterklaas uit, met 4 verhalen en 26 liedjes. De 4 verhalen stonden op één lp ervan en werden verteld door Frans van Dusschoten. Een van die verhalen ging over twee kwajongens genaamd Joep Meloen en Keesje Knagerd.